# فريتز هوبير جريسير
فريتز هوبرت غراسر (3 يناير 1888 - 4 نوفمبر 1960) جنرالًا ألمانيًا في الفيرماخت في ألمانيا النازية. وقد حصل على وسام الفارس الصليبي الحديديبأوراق البلوط والسيوف.

## الجوائز
- الصليب الحديدي (1914) الدرجة الثانية (16 سبتمبر 1914) والدرجة الأولى (9 أكتوبر 1916) [1]
- مشبك الصليب الحديدي (1939) الدرجة الثانية (24 سبتمبر 1939) والدرجة الأولى (23 أكتوبر 1939) [1]
- الصليب الألماني في الذهب في 8 فبراير 1942 مثل أوبرست في فرقة المشاة 29 [2]
- وسام الفارس الصليبي الحديدي بأوراق البلوط والسيوف
  - صليب الفارس في 19 يوليو 1940 أوبرست وقائد فرقة المشاة 29 (الآلية) [3]
  - بأوراق البلوط في 26 يونيو 1944 بصفته قائد عام وقائد فرقة بانزرجرينادير 3 [3]
  - بالسيوف في 8 مايو 1945 كجنرال دير بانزرتروب والقائد العام لـ. الفيلق 4 [5]